# Hermann Kolbe
Adolph Wilhelm Hermann Kolbe (1818-1884) là nhà hóa học người Đức. Ông là học trò nổi tiếng nhất của Robert Bunsen và Friedrich Wöhler, những nhà hóa học nổi tiếng của Đức lúc bấy giờ. Ông nổi tiếng với thí nghiệm tổng hợp axit axetic. Đó là vào năm 1845. Chuỗi phản ứng trong thí nghiệm gồm quá trình clo hóa cacbon đisulfua thành cacbon tetrachlorua, sau đó là quá trình nhiệt phân thành tetracloretylen và clo hóa trong nước tạo thành axit tricloraxetic, và cuối cùng là phản ứng oxy hóa khử vô cơ bằng cách điện phân tạo thành axit axetic. Nhờ thí nghiệm nổi tiếng này, Kolbe đã nối tiếp bước chân của người thầy Wöhler trong việc thay đổi suy nghĩ của người thời đó về các hợp chất hữu cơ cũng như hóa học hữu cơ. Ngoài ý nghĩa mang tính lịch sử, Kolbe đã giúp chúng ta tổng hợp được một trong hợp chất hữu cơ được ứng dụng nhiều nhất. Với axit axetic, chúng ta có thể sản xuất este, làm dung môi, sản xuất giấm và rất nhiều ứng dụng khác.